# Cotorra caragroga
La cotorra caragroga (Platycercus icterotis) és una espècie d'ocell de la família dels psitàcids. És endèmica del sud-oest d'Austràlia, on viu a altituds d'entre 0 i 450 msnm. Els hàbitats naturals són els boscos, els matollars i medis artificials com ara plantacions i jardins. És una espècie en risc mínim, és a dir, no sembla que hi hagi cap amenaça significativa per a la seva supervivència. El nom específic, icterotis, significa ‘d'orelles grogues’.

## Descripció
La cotorra caragroga és l'espècie més petita del gènere, l'adulta pesa de 60 a 70 g i fa de 25 a 30 cm de llarg. Té unes ales amples amb una envergadura de 35 a 41 cm i una llarga cua que fa de mitja 13 cm, la meitat de la mesura de la longitud total. És l'única espècie del gènere que presenta diferències marcades en la coloració dels sexes, el vermell del plomatge és més escarlata en el mascle. Les femelles són menys cridaneres pel seu color, el plomatge vermell més suau està tacat de verd i té una petita taca groc apagat a la galta.
El mascle adult té el cap i el coll predominantment vermells, amb una taca groga a la galta: groc brillant a la subespècie nominal icterotis i crema pàl·lid en la subespècie xanthogenys. Quan són noves les plomes vermelles estan vorejades de negre. L'esquena té plomes negres indistintes tacades amb variacions brillants de vermells i verds que semblen com ondulacions amb aquests colors a les vores de la ploma. Quan està amb les ales plegades són de color verd, tornant-se negres amb marges verds a l'espatlla, amb un pegat estret de l'espatlla blau fosc i cobertores primàries fosques amb la vora blava. Quan vola, el blau de les plomes de vol i de les cobertores a la part inferior de l'ala és evident. Les cobertores superiors de la cua i la gropa són verdes amb tendència cap a un color oliva, de vegades amb un marge vermell. Les rectrius centrals de la cua són blaves i verdes, les plomes exteriors de la cua són d'un blau similar i amb les puntes blanques. Les plomes de sota la cua són blaves amb serrells blancs. Les parts inferiors són vermelles amb els flancs verds. El bec és de color blau-gris pàl·lid amb un cere gris fosc. Les potes i els peus són de color gris pissarra, i l'iris és marró fosc.
En la femella adulta, la major part del plomatge, que en el mascle és vermell, cap, coll i parts inferiors es substitueix pel verd, amb una banda vermella sòlida al front. La taca groga de la galta és més petita, i no té plomes vermelles a l'esquena ni a les escapulars. A la part inferior de l'ala la femella té una barra ampla blanca o crema.
Els ocells immadurs s'assemblen a la femella adulta, si bé amb un plomatge encara més verd, vermell només a la capçada, i sense un pegat groc a la galta. El bec i el cere són de color rosa clar, canviant a la coloració adulta als sis mesos d'edat.
La població presenta una tendència en la variació de color conforme ens desplacem d'est a oest, i es reporten graus variables d'hibridació a l'est de la serralada Darling i a la regió del sud i també a la serralada Stirling. Aquesta intergradació entre individus es registra en llocs com Albany. El sud-oest d'Austràlia també està habitat per cotorres semblants, encara que més grosses, com ara la cotorra de capell vermell (Purpureicephalus spurius), que es distingeix fàcilment pel dors groc, i el lloro de collar groc (Barnardius zonarius), que presenta una galta blava i un cap negre en contrast amb el verd, vermell.

### Vocalitzacions
La vocalització habitual és una sèrie ràpida de notes melodioses emeses a un volum baix. La vocalització d'espècies germanes d'altres regions és notablement més forta i escoltada amb més freqüència en els intercanvis amb altres individus o espècies. Les transliteracions dels sons suaus i musicals inclouen «txing-txhing-txing» (Morcombe, et al), «txink-txink» (Serventy, Simpson) i «pink-pink» (Johnstone, et al), encara que més sovint romanen en silenci i sense emetre cap so. Gould (1848) va constatar que el xiulet de les notes era un so feble i aflautat i la rica variació de la sèrie es podria considerar "com gairebé per assumir el caràcter d'una cançó". Altres fonts identifiquen dues vocalitzacions, un «quink» ressonant i d'alta freqüència, «quink, quink, quink» i la crida de veu més suau «whip-a-whee».
El reclam de contacte és similar, encara que més fort que la de la cotorra variada (Psephotellus varius).

## Distribució i hàbitat

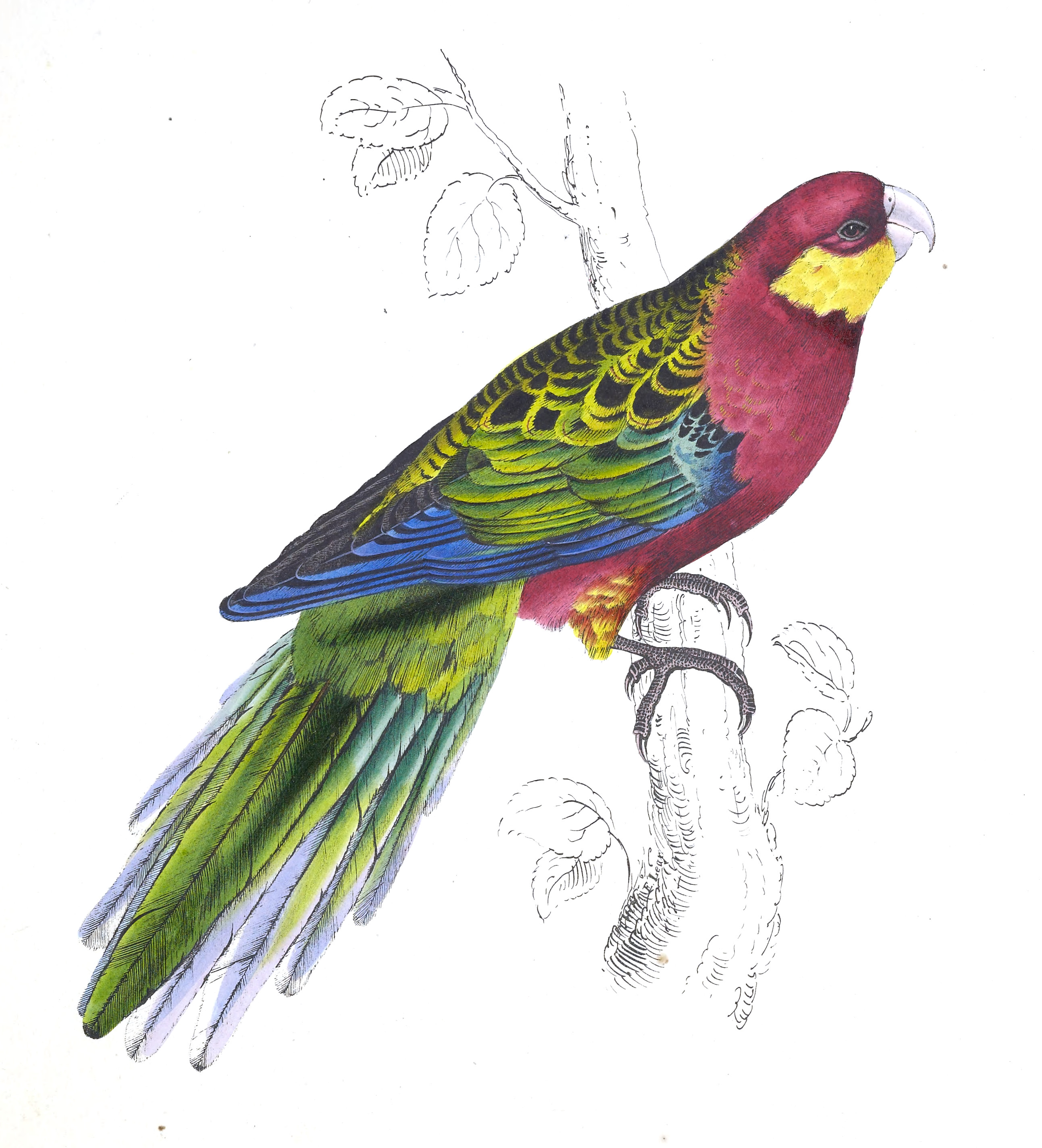
Làmina 23 de Illustrations of the Family of Psittacidae, or Parrots, primera representació de l'espècie per Edward Lear, de novembre a desembre de 1830, titulada "Platycercus Stanleyii / Stanley Parrakeet", anomenada així en honor al patró Lord Stanley.

La cotorra caragroga és endèmica del sud-oest d'Austràlia, aïllada de les espècies germanes del nord i l'est del país. Moderadament comú, sol ser sedentaria, freqüentant boscos i altres zones o kwongan. També es habita a les terres de conreu o en altres zones d'alimentació, i s'observa més sovint en llocs lliures de vegetació. A Austràlia i diversos altres continents, tenir-los en captivitat va començar a ser habitual abans de 1830.
Les dues subespècies són geogràficament adjacents: P. icterotis xanthogenys a la regió del cinturó de blat, terra endins al nord i l'est de la serralada i P. icterotis icterotis que es troba a les zones costaneres del sud i l'oest. El límit interior de l'àrea de distribució de l'espècie s'estén des de la zona entre la part baixa del riu Swan i el riu Arrowsmith a la costa occidental. Des d'allà passa a l'est i al sud abans de Southern Cross, la serralada de Fraser, Esperance, Stirling Ranges i Kojonup. La línia de demarcació entre l'interior i la subespècie costanera comença a l'est de King George Sound i es troba al nord-oest via Mount Barker i la regió de Kojonup cap al riu Bannister. L'espècie és menys comuna a la plana costanera de Swan que a les zones del sud del cinturó de blat, on s'observa més sovint al voltant de Narrogin i Katanning en els boscos de wandoo restants, es troben a tota l'àrea de conservació de Dryandra Woodland. Els investigadors van arribar a expressar dubtes sobre l'estat de la subespècie, i les observacions recopilades no mostren cap separació geogràfica.
Les anotacions històriques de l'espècie indiquen que és relativament poc comú, encara que s'ha observat més sovint a les regions del sud. L'extensió més septentrional de l'àrea de distribució és prop de Moora, amb registres que s'estenen cap a l'est al voltant de Norseman. Durant la dècada de 1970 la població de l'espècie ha disminuït significativament des de la colonització de l'àrea de l'interior especialment P. icterotis xenogenys. Es va extingir localment als comtats on s'havia registrat anteriorment, aquests inclouen: Coorow, Dandaragan, Moora, Dalwallinu, Merredin, Quairading, Serpentine-Jarrahdale i la Comarca de Murray. També s'han registrat disminució de població als comtats de Swan, Kalamunda, Northam, York, Armadale-Kelmscott, Capel i Dumbleyung. Aquesta desaparició a les parts del nord i l'est del cinturó de blat és el resultat de l'eliminació de l'hàbitat, i cap comtat mostra un augment dels registres. L'adaptació als cultius agrícoles introduïts ha estat comparativament limitada en comparació amb la gamma de llavors ingerides pel lloro de collar groc (Barnardius zonarius) i altres espècies. És probable que això hagi restringit l'èxit en la migració o la repoblació de paisatges molt alterats. El desplaçament suggerit després de la reproducció des de zones del nord de la serralada cap a la costa durant l'estiu austral, no estava recolzat per proves de desplaçaments estacionals a gran escala en les dades d'ocurrència,
La distribució de P. icterotis icterotis està restringida a les regions humides i subhumides, una zona al sud de Dandaragan i els cursos inferiors del riu Moore, i a l'oest de: Wannamal, Muchea, Mundaring, Jarrahdale, Marrinup, Collie, Boyup Brook, Hay Riu (superior), i de les serres de Porongurups i Green Range. Els registres de P. icterotis xanthogenys provenen de l'interior del sud d'Austràlia Occidental, zones climàtiques semiàrides, que antigament incloïen Wongan Hills i ocurrències a: Kununoppin, Moorine Rock, Parker Range, Yardina Rock i Ten Mile Rocks. La serralada s'estén cap a l'oest a: Toodyay, Dale River, Mt Saddleback i Kojonup i al nord de la serralada Stirling, Fitzgerald River (inferior), Ravensthorpe, Frank Hann National Park i Red Lake. L'existència més al nord és més aviat casual, les ubicacions són: Mt Jackson, Karalee i Gnarlbine Rock.
Es va observar un canvi significatiu en l'abundància a Grass Patch, on era comú a mitjan segle XX i en dècades posteriors va reaparèixer després d'una absència de quinze anys. Mathews va donar a conèixer l'error en les ubicacions, Point Cloates i Shark Bay, que van ser admeses posteriorment per l'autor; també va comunicar l'error evident en el protòleg de Gould (1837) a l'hora d'ampliar el rang des de King George Sound fins a "Nova Gal·les del Sud. etc.". Més tard Gould (1848) va informar que l'espècie només era habitual a la Colònia del riu Swan, un lloc on ara és poc freqüent.
Solen ocupar hàbitats boscosos amb l'allocasuarina (Allocasuarina), el wurak (Eucalyptus salmonophloia) i el wandoo (Eucalyptus wandoo i altres), però de vegades han ocupat zones aclarides per introduir cultius de cereals al cinturó de blat de la regió. També apareixen per menjar herbes o males herbes en altres zones aclarides adjacents a matolls, com ara vores de camins, camps de golf i reserves. Les subespècies es troben en diferents tipus de vegetació, que viuen en comunitats associades a les plantes llenyoses dels pisos superiors. La subespècie costanera P. icterotis icterotis s'observa entre els eucaliptus i malaleuques de les zones d'alta pluviositat des de Jurien fins a Green Range, a l'est de Manypeaks, és a dir, Corymbia calophylla, Eucalyptus diversicolor i E. rudis. Se sap que s'alimenten del fruit de Bossiaea linophylla i Leucopogon obovatus, les flors i part carnosa de la llavor de Macrozamia riedlei. La subespècie s'alimenta tant a terra com als arbres. El matoll boscós de la regió de l'interior de menys precipitació habitat per P. icterotis xanthogenys es generalment d'eucaliptus i Casuarina, Eucalyptus rudis, E. wandoo, etc. Aquesta subespècie s'alimenta de la sembra de E. wandoo, Acacia huegeliana, Glischrocaryon flavescens i Olearia revoluta i la floració d'Eucalyptus eremophila i Melaleuca acuminata.

## Comportament
La cotorra caragroga sol socialitzar-se per parelles, però es congrega en grups d'aproximadament una vintena per alimentar-se quan la temporada o l'oportunitat ho permet; ocasionalment s'agrupen fins a vint-i-sis individus. Els ocells són de comportament discret, més que altres cotorres, i romanen desapercebuts quan s'alimenten a terra en el sotabosc o es refugien durant el dia en el dens fullatge dels arbres. La tendència habitual dels individus és mantenir-se sedentaris, encara que poden aventurar-se a trobar fonts abundants de llavors. Els individus que s'alimenten a l'aire lliure no solen inquietar-se per la presència humana i un mateix s'hi pot apropar força. Sembla que es mouen amb facilitat mentre caminen, i en vol ondulant, quan l'ala l'estiren cap a un costat. El vol és més lleuger que el d'altres espècies més grosses del gènere.

### Criança

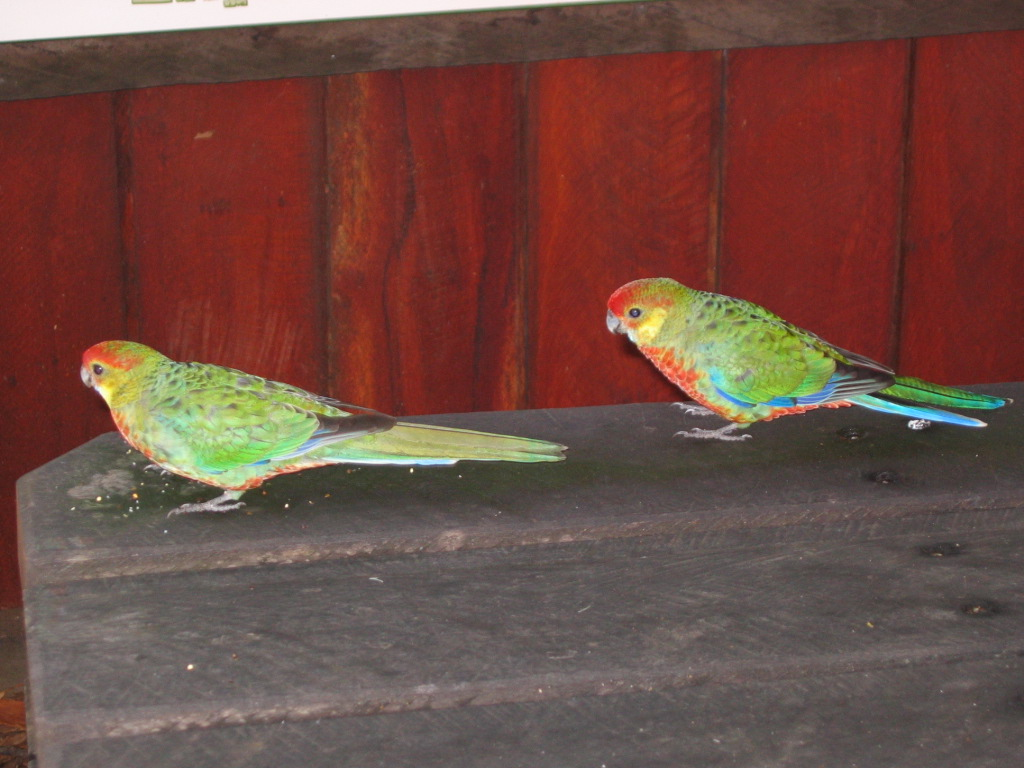
Exemplars immadurs en una zona de pícnic en un bosc deEucalyptus diversicolor.

Els hàbits de cria de la cotorra caragroga no han estat ben estudiats; les femelles entren als forats de nidificació a partir del juliol, i els mascles ho fan a partir de mitjan agost. Els ous es ponen des de finals d'agost fins a finals de setembre i desclouen de finals de setembre a finals d'octubre. Els ocells joves deixen el niu de finals d'octubre a mitjan novembre. A Wickepin i Dudinin (Kulin Shire) gràcies a un estudi, es va observar que el grup va començar a ocupar els llocs de nius al juliol, i el mascle alimentava la femella la setmana abans de fer la posta.
La cotorra caragroga nia en forats d'arbres vius o morts, generalment eucaliptus i més comunament en Eucalyptus diversicolor i E. wandoo. Els arbres són generalment grossos i vells, hi ha un estudi que estableix una edat mitjana de 290 anys per a l'arbre hoste. Els eucaliptus són una de les espècies d'arbre preferides per pondre els ous, i tenen preferència per E. wandoo. També s'utilitzen forats a les soques dels arbres i als pals de les tanques. Altres espècies d'arbres són l'E. loxophleba i l'E. grandis.
Els forats solen tenir un metre de profunditat aproximadament, i prefereixen els que tenen polsim o serradures fet per corcs. La cria es col·loca directament sobre la pols de fusta o les restes de la cavitat; el lloc no té cap altre material. La descripció dimensional del lloc del niu, relacionant l'alçada, la profunditat i la mida de l'entrada utilitzada per l'espècie, es va incloure en un estudi d'animals que ocupen cavitats d'arbres al bosc de Jarrah, i pretenia ajudar a determinar la quantitat d'hàbitat adequat eliminat i restant després de la tala. L'entrada al niu és típicament en forma de broc, d'entre 45 i 105 mil·límetres d'amplada, en un forat d'entre 0,35 i 1,5 metres de profunditat.
Les cries surten de l'ou després d'un període d'incubació de 23 a 25 dies, i abandonen el niu aproximadament cinc setmanes després. Les cries tenen el bec groguenc i la part posterior és de color gris pàl·lid. La taxa d'èxit del nombre d'ous que sobreviuen per convertir-se en individus independents, tot i que se suposa que és variable estacionalment, es va mesurar en un estudi i era del 72%.

### Alimentació
La dieta consisteix principalment en llavors, sovint les de males herbes introduïdes i de conreus, tot i que normalment procedeixen d'eucaliptus, causarina i altres plantes autòctones de l'entorn boscós. Això ho complementen amb nèctar i insectes, especialment durant la cria i l'alimentació de les cries. La recol·lecció d'espècies introduïdes inclou Arctotheca calendula, els cards (Carduus), el Hypochaeris i el trèvol subterrani (Trifolium subterraneum).
Tenen poca precaució a les zones rurals, arreplega llavors als aparcaments dels remolcs dels tractors un cop acabada la collita o dins dels edificis i corrals d'animals. L'hàbit de visitar les terres de conreu colonial per buscar llavors i fruits dolços, i la manca de preocupació per la presència humana, va ser observat per primera vegada per Gould en els anys immediatament posteriors a l'assentament de la regió pels anglesos. Tom Carter va ampliar més tard aquesta familiaritat de l'espècie a les visites als edificis a la recerca d'aliment. Un estudi de 1984 de tres lloros del sud-oest, que es va observar que s'alimentaven principalment de llavors i fruits d'espècies introduïdes, va assenyalar que l'impacte en els cultius de fruites dolces va ser menor que la cotorra de capell vermell i les espècies de lloro de collar groc (Barnardius zonarius) de Port Lincoln. El dany als cultius es considera mínim, sembla que menja fruita dels horts ja danyats per aquestes altres espècies i principalment menja llavors quan s'alimenta a prop dels cultius de flors de protea.

## Estat de conservació
El 1921 l'estat d'Austràlia Occidental va declarar l'espècie animal perjudicial per l'impacte percebut en l'agricultura. La cotorra caragroga va romandre una plaga agrícola declarada fins al 1998, quan va ser declarada "espècie autòctona protegida" i es va prohibir la seva destrucció. La resposta governamental de l'estat va ser advertir de la persecució i emetre consells generals i llicències per a l'ús d'armes de foc no letals i xarxes sobre els arbres per a la dissuasió; l'any 2009 encara hi havia sol·licituds de llicències per a l'extermini de l'espècie. L'estat de conservació de l'espècie és com a fauna protegida, i de la subespècie de l'interior és un de "probable que s'extingeixi". En l'avaluació de la zona interior de P. icterotis xanthogenys per al Pla d'acció del govern federal per als ocells australians 2000 se li va assignar l'estatus de "quasi amenaçat". L'avaluació de 2013 de la Unió Internacional per a la Conservació de la Natura (UICN) a la seva llista vermella de la UICN assigna un estatus d'espècie de risc mínim. Tanmateix, observa que l'espècie s'ha tornat menys comuna i s'ha extingit localment i la tendència de la població està disminuint a causa de l'eliminació de l'hàbitat. Com la majoria de les espècies de lloros, la cotorra caragroga està protegida per la Convenció sobre el Comerç Internacional d'Espècies Amenaçades de Fauna i Flora Salvatges (CITES). S'inclou en la llista d'espècies vulnerables de l'Apèndix II, cosa que fa il·legal la importació, l'exportació i el comerç d'animals capturats a la natura.
P. icterotis es va utilitzar en un estudi comparatiu de la tolerància d'alguns ocells australians al fluoroacetat de sodi, una substància altament tòxica que es troba a les plantes del sud-oest i comercialment marcada com "1080", per avaluar la sensibilitat davant l'exposició i la mobilitat d'altres espècies. Aquesta espècie i la cotorra de capell vermell, totes dues endèmiques, expressen una alta tolerància a aquesta sal potencialment letal.

### Captivitat
Les cotorres caragrogues són un ocell popular als aviaris i als jardins zoològics, que mostren les característiques favorables d'espècies relacionades sense la reputació d'agressivitat i vocalització estrident. El seu estatus a l'avicultura australiana es classifica com a segur.
L'espècie és capaç de reproduir-se des del primer any i les femelles poden pondre fins a dues cries. Juntament amb la reputació de ser de naturalesa plàcida, l'èxit de la seva reproducció ha augmentat la població en captivitat. Un entusiasta avicultor va informar respecte un individu de més de dotze anys (Whelan, 1977) que havia engendrat vint-i-set descendents durant quatre temporades.
Sexar individus comparant la coloració no presenta les dificultats que hi ha en altres cotorres, sent marcadament dismòrfiques sexualment s'assignen fàcilment. Inusualment, es rasca el cap arquejant el peu per darrere i per sobre de l'ala. Igual que amb la cotorra encaputxada, les femelles conserven la franja inferior de les ales que és característica dels juvenils del gènere. Les caixes niu als aviaris es deterioren si no es reforcen, i se'ls dóna branques per què els masteguin i troncs per fer forats per a la posta d'ous. L'època de reproducció transcorre de setembre a gener, la posta de quatre a cinc ous s'incuba en uns vint dies. L'eclosió és uns vint-i-cinc dies després de l'eclosió, les plomes adultes completes apareixen al voltant dels catorze mesos.
Durant tot el segle XIX, P. icterotis s'havia mantingut amb èxit en aviaris a Austràlia i a l'estranger. Des de principis del segle xx, apareix la confirmació que també van ser criats en captivitat. Els exemplars pintats per Lear, dos captius vius a Anglaterra, es van publicar a “Illustrations of the Family of Psittacidae” entre 1830 i 1832. El primer registre de cria a Anglaterra per part de dos avicultors va ser el juliol de 1908, amb un altre que va informar més tard aquell any. Un criador d'ocells a Kendal va produir cries entre 1910 i 1915. L'espècie es va fer poc comuna a l'avicultura anglesa durant la dècada de 1950, i es deia que els disponibles eren exemplars pobres. Es va intentar criar una parella silvestre capturada i importada sota llicència. També es van criar híbrids entre aquesta espècie i la cotorra pàl·lida, i amb menys èxit amb la cotorra de carpó roig.
En una mostra d'ocells captius a Polònia per a la detecció del bacteri Chlamydophila psittaci, implicat en la psitacosi de la malaltia infecciosa, es va trobar que la prova en sol exemplar de P. icterotis al conjunt de dades de referència d'ocells aparentment no infectats va ser positiva.

## Taxonomia
La primera descripció de l'espècie va ser publicada per C. J. Temminck i Heinrich Kuhl el 1820 com a Psittacus icterotis, utilitzant una col·lecció obtinguda a King George Sound (Albany, Austràlia Occidental). A Kuhl se li va donar una vegada per error l'autoria exclusiva de la descripció; això es va corregir més tard per incloure-hi Temminck; el mateix Kuhl va citar el treball anterior de Temminck en el text que descriu els tres exemplars. L'epítet icterotis, que significa "orella groga", deriva del grec antic i se suposa que es refereix a la galta groga. El 1830 Nicholas Vigors els va separar del gènere Psittacus i els va incloure en el Platycercus que havia descrit cinc anys abans; l'epítet específic que va nomenar va ser Platycercus stanleyii.

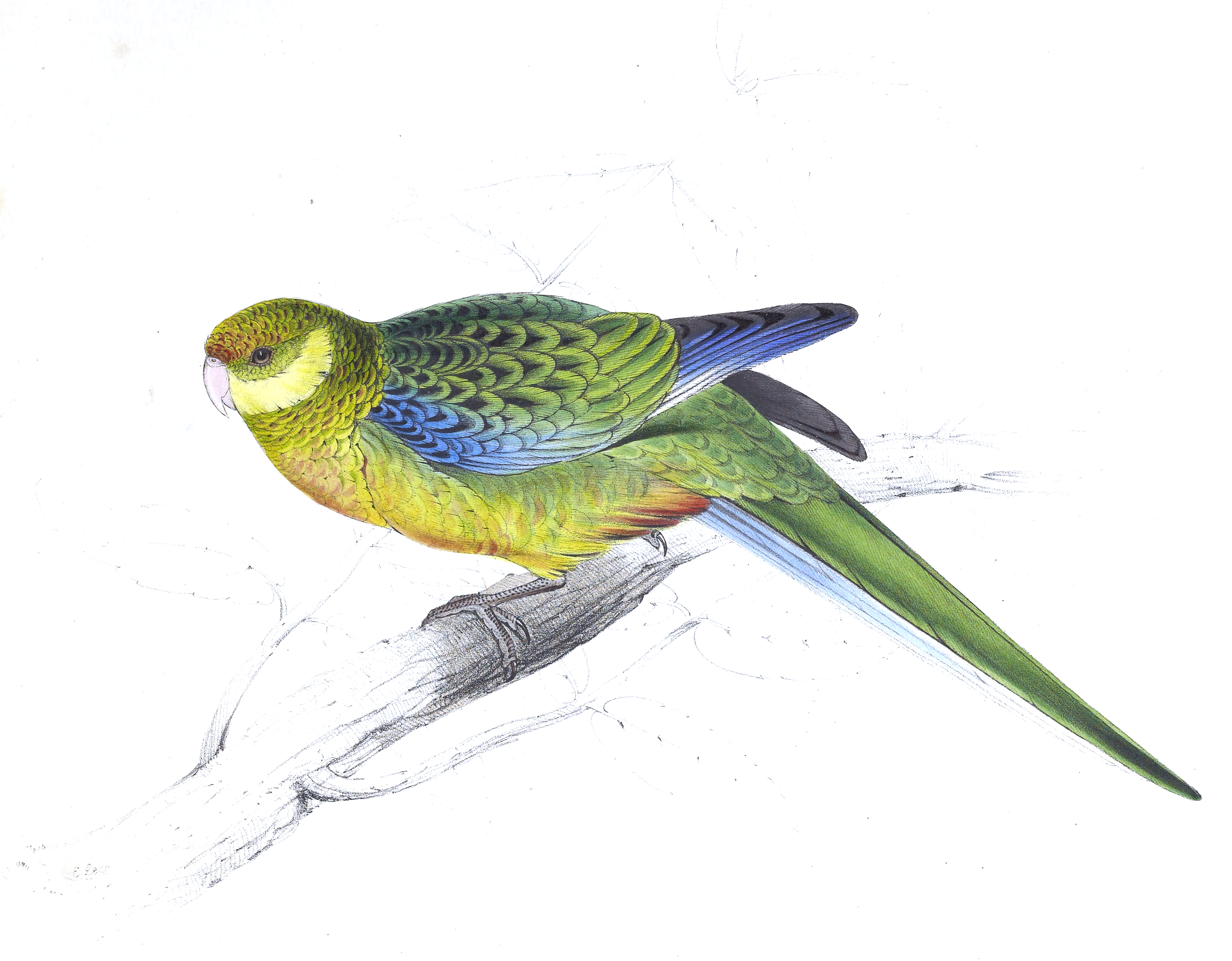
Làmina 24 de les Il·lustracions de Lear (1830), que representa un exemplar captiu a Anglaterra.

A l'Australian Faunal Directory es reconeixen dues subespècies, la denominada Platycercus icterotis icterotis i la de l'interior Platycercus icterotis xanthogenys. La subespècie de l'interior cita la descripció de 1891 de Tommaso Salvadori d'una nova espècie Platycercus xanthogenys, publicada a Proceedings of the Zoological Society, que sorgeix del seu treball en un catàleg d'espècimens de psittacine al Museu Britànic; l'última obra conté una il·lustració de l'holotip de J. G. Keulemans. Una revisió l'any 1955 d'Arthur Cain va proposar que la localitat tipus per a P. icterotis xanthogenys era Wongan Hills, arbitràriament, però es va acceptar com a lògic en assumir que el treballador de camp de John Gould, John Gilbert, podria haver obtingut un exemplar allà i s'assemblava a aquells que es van trobar en aquell lloc. Una revisió d'Herbert Condon, publicada a la Checklist of the Birds of Australia (RAOU, 1975), ara integrada en la BirdLife Australia dóna suport a una classificació de dues subespècies:
- Platycercus (Violania) icterotis icterotis (Temminck i Kuhl, 1820) sinònims: Psittacus icterotis (Temminck & Kuhl, 1820 i Temminck 1821); Platycercus stanleyii (Vigors, 1830); Platycercus icterotis salvadori (Mathews, 1912).
- Platycercus (Violania) icterotis xanthogenys (Salvadori, 1891) sinònims: Platycercus xanthogenys (Salvadori, 1891); Platycercus icterotis whitlocki (Mathews, 1912).

La revisió i la catalogació al segle XX va començar per examinar la classificació dels pocs exemplars coneguts, sovint subministrats sense detalls de localització, i, excepte A. J. North, que va citar el treball de Savadori el 1891. El 1905 i en una revisió del material de la col·lecció del Museu d'Història Natural de Tring a Anglaterra, complementada per Bernard Woodward al Museu de Perth i la col·lecció del treballador de camp J. T. Tunney, Ernst Hartert va publicar el nom trinomial Platycercus icterotis xanthogenys. L'autor Gregory Mathews, un àvid exponent de la classificació subespecífica, cita l'espècie Platycercus xanthogenys (Salvadori), però va eliminar l'epítet xanthogenys quan va proposar provisionalment tres nous tàxons. Mathews assenyala la separació de Salvadori de l'espècimen tipus d'altres dos de la col·lecció Gould, aleshores conservada al museu de Londres, i adverteix en donar només la font de la localitat com "desconeguda, però probablement Austràlia". El 1912 Mathews va proposar tres subespècies, cadascuna amb una breu observació distintiva per ser ampliada en un volum posterior de la seva sèrie Birds of Australia.
Aquell treball de 1917 aborda el tipus nominal P. icterotis icterotis, que abans havia atribuït a la ubicació "Shark Bay". Això va ser corregit per Mathews a la ubicació "Albany, Sud-oest d'Austràlia". En el prefaci del mateix volum, Mathews atribueix el material examinat del sud-oest d'Austràlia a les col·leccions del botànic Robert Brown a l'expedició de Flinders. L'autor també va corregir la seva referència a "Point Cloates", donada en la seva determinació de 1912 de la font desconeguda del tipus a la descripció de Salvadori de 1891, Platycercus xanthogenys. Va posar la ubicació més enllà de York, Austràlia Occidental. Aquí és on se sap que John Gilbert la va capturar quan va visitar la colònia occidental a la dècada de 1830. Un nou tàxon P. icterotis salvadori diferencia els que es troben a Wilson's Inlet com "que tenen menys vermell al mantell", i un altre, P. icterotis whitlocki, com a més petits i menys blaus a l'ala, i plomes vermelles més suaus al cap en els exemplars obtinguts del llac Dundas (Dundas). L'epítet whitlocki va ser utilitzat pels autors de la literatura ornitològica per honrar la investigació de camp d'Austràlia Occidental de Frederick Lawson Whitlock. Mathews va reunir o citar les notes de Whitlock i d'altres autors que informaven des d'Austràlia Occidental, inclosos Tom Carter i A. W. Milligan. Es van reconèixer els errors introduïts a l'escàs cos de coneixement per ell mateix i altres. La variació dels colors de l'esquena es va proposar d'acord amb els diferents hàbitats o com a característica del plomatge totalment madur. Va concloure que hi havia almenys dues subespècies —aproximant les formes costaneres i interiors— que podrien resultar més diverses si s'examinés una sèrie completa d'espècimens. La descripció de la població com a dos o tres tàxons subespecífics per part de Mathews es cita dins de la circumscripció de l'espècie, el seu P. icterus whitlocki, juntament amb el P. xanthogenys de Salvadori, s'anota com a sinònims de la subespècie interior.
La família de cotorres dels psitàcids han vist diversos canvis sistemàtics per circumscriure els polèmics tàxons germans del nord i l'est d'Austràlia, la majoria dels quals es superposen en l'abast i intergradació. El 1992 un estudi de Wells i Wellington va donar lloc a la publicació de nous gèneres. En la seva classificació, es va descriure el nom del gènere Hesperapsittacus, i es va proposar aquesta espècie com la tipus. Diversos anys després aquesta revisió va ser incorporada als noms subgenèrics per Richard Schodde (1997), el nom Hesperapsittacus va passar a estar disponible per al subgènere de Schodde, però el gènere el va nomenar Violania en contes de Platycercus (Violania) Wells & Wellington, 1992. En conseqüència, els dos gèneres de Wells i Wellington, Violania i Hesperapsittacus, es van convertir en sinònims amb el nom subgenèric d'aquesta espècie. Aquesta disposició incorporava les espècies occidentals al complex "Platycercus eximius-adscitus-venustus", que van ser separats per espècies per Les Christidis i Boles el 2008. La validesa de les aliances en la disposició subgenèrica, especialment de Platycercus (Violania), es va provar el 2015, amb un enfocament multilocus a l'anàlisi filogenètica, i va proposar una hipòtesi que desafia les relacions dins del gènere.
Els noms comuns per a «moyadong» inclouen cotorra caragroga, rosehill, rosella i roselle, nom vernacles que sembla haver elidit d'un nom primerenc per a una espècie observada a Rose Hill, Nova Gal·les del Sud, "Rose-Hiller", i translocat amb l'origen oblidat. Els noms “Stanley rosella” i “rosella de galtes grogues” o “perico” són alternatives històriques i comercials.
Els noms preexistents, derivats de la llengua noongar, es van registrar com a variants regionals i literals, que representaven canvis dialèctics i, sovint, una grafia inconsistent per part del transcriptor. Aquests van ser compilats per primera vegada pel diarista colonial George Fletcher Moore, complementant el treball dels altres amb els seus, i publicats per primera vegada el 1842. Els noms de Moore i d'altres autors es van revisar i publicar a “Serventy i Whittell Birds of Western Australia” (1948 i eds.), els registrats a Perth, «Good-un-goodt-un», «Guddanang-uddan» i «Guldanguldan», i al Riu Avon, «Moy-a-duk» i «Moyadong», la segona ubicació referida al districte del riu Avon. Una llista recomanada d'ortografia i pronunciació (Abbott, 2009) de la nomenclatura aviària de Nyungar, amb una àmplia consulta cultural, proposa que s'adopti «moyadong» [moy'a'dawng] i «kootonkooton» [koot'awn'koot'awn] per complementar la nomenclatura sistemàtica.